# 大宝寺晴時
大宝寺 晴時（だいほうじ はるとき）は、戦国時代の武士。大宝寺氏15代当主。武藤晴時とも呼ばれる。

## 略歴
大宝寺氏説またはその兄・大宝寺澄氏の子として誕生。初名は時氏、のちに12代将軍・足利義晴より偏諱を受けて晴時に改名。
出羽飽海郡郡代を務めていた砂越氏が亡所となり、永正15年（1518年）に大宝寺氏一門であった砂越氏維が砂越氏を継いだが、氏維が独立を目指すと内紛となり、また在来領主であった出羽安保氏や来次氏などの大宝寺氏の支配に反発する国人勢力の活動が活発となり、晴時はこれらの鎮圧に乗り出す必要に迫られる。大宝寺氏はいわば惣領制の崩壊に見舞われ、この晴時の時代に大きく衰退した。
さらに、天文元年（1533年）には居城・大宝寺城を砂越氏維の攻撃によって焼失するという有様であった。赤川の流域の変化で天然要害としての機能を失い、それどころか度々洪水の被害に見舞われたこともあり、居城をより堅牢な尾浦城へ移したと言われている。
砂越氏との抗争が一応の収着を見せた後の大永年間に幕府への貢物が功を奏し左京大夫に任官され、後に上洛して将軍に謁見したが、帰国してまもなく早逝する。晴時には子がなく、家臣の土佐林禅棟が奔走し後継は一族の義増が継いだ。

## 偏諱を受けた人物
晴時時代
- 大淵時興（家臣）
- 来次時秀（出羽国人衆、前述の来次氏の当主）